# Metropolia della Buriazia

Il territorio della repubblica della Buriazia.

La metropolia della Buriazia (in russo: Бурятская митрополия) è una delle province ecclesiastiche che costituiscono la Chiesa ortodossa russa.
Istituita dal Santo Sinodo il 5 maggio 2015, comprende la repubblica della Buriazia nel circondario federale dell'Estremo Oriente.
È costituita da due eparchie:
- Eparchia di Ulan-Udė
- Eparchia di Severobajkal'sk

Sede della metropolia è la città di Ulan-Udė, il cui vescovo ha il titolo di "Metropolita di Ulan-Udė e Buriazia".